# Arte indocristiano

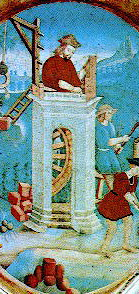
Un ejemplo de Arte Indocristiano, pintura de Juan Gerson en el sotocoro de Tecamachalco, Puebla.

Arte indocristiano es un concepto propuesto por Constantino Reyes-Valerio en 1978 en la obra del mismo título. Se refiere a la producción artística hecha en la Nueva España por indígenas en el siglo XVI. Se contrapone al concepto arte tequitqui, propuesto por José Moreno Villa en 1949. 

"La narración de todo cuanto hicieron esos religiosos en la Nueva España queda fuera de los propósitos de este ensayo, que se concretará principalmente al estudio del arte creado por los indios en los templos y conventos erigidos por las tres órdenes de franciscanos, dominicos y agustinos. Sin embargo, señalamos con cierta extensión algunos aspectos poco o nada estudiados, pues su importancia es fundamental para comprender el porqué de ciertos hechos y los intentos por resolver determinados problemas. La terquedad de los indígenas, su vuelta constante a la celebración de sus ritos religiosos y su oposición a la prédica de los frailes tenía raíces profundas, fincadas en un estudio profundo y razonado de sus creencias, llevado a cabo en instituciones escolares de modo organizado. Por esta razón me parece conveniente examinar con cuidado el tema que fue uno de los pilares de la civilización mesoamericana, esto es la educación prehispánica. Así será más fácil comprender las medidas que tomaron los frailes para intentar convertir a los pobladores de estas nuevas tierras y producir, por medio de muchos de los jóvenes indígenas, el arte que salió de sus manos y de la guía de los evangelizadores, obra de tema cristiano que, por provenir de la mano india, he denominado arte indocristiano. 

## Enlaces
- Texto en línea de Arte Indocristiano

- Datos: Q6025696